# 安赫尔·巴拉哈斯
安赫尔·加夫列尔·巴拉哈斯·比瓦斯（西班牙語：Ángel Gabriel Barajas Vivas，2006年8月12日—），哥伦比亚男子竞技体操运动员，2023年世界青年竞技体操锦标赛男子自由体操和男子双杠金牌得主、男子个人全能银牌得主和男子单杠铜牌得主、2024年夏季奥林匹克运动会男子单杠银牌得主。 